# آی‌ان‌اس نیپات (کی۸۶)
آی‌ان‌اس نیپات (کی۸۶) (به انگلیسی: INS Nipat (K86)) یک کشتی است که طول آن 38.6 meters می‌باشد.